# Annie M.G. Schmidtstraat
Annie M.G. Schmidtstraat is een straat op het Oosterdokseiland in Amsterdam-Centrum.
Het Oosterdokseiland werd in de jaren nul van de 21e eeuw opnieuw ingericht. Oude gebouwen en stratenplan verdwenen onder het zand om vervolgens voor jaren te veranderen in een bouwput. Er kwam een nieuw stratenplan van Erick van Egeraat en vervolgens werden vanuit het Station Amsterdam Centraal gebouwen neergezet, die gescheiden werden door relatief smalle straten. Die relatief smalle straatjes moesten een verwijzing zijn naar de nauwe straten in Amsterdam-Centrum, maar dan aan de overzijde van het Oosterdok. Op 1 maart 2006 kregen de nieuwe straten hun naam. Omdat een van de nieuwe gebouwen dat van de Openbare Bibliotheek Amsterdam aan Oosterdokskade 143 is, kreeg dat gebouw drie literators toebedeeld. Aan de westkant kwam er de Willem Frederik Hermansstraat, de oostkant werd de Annie M.G. Schmidtstraat, aan de voorkant kwam nog het Hella Haasseplein. Bedoeld of onbedoeld werd de Annie M.G. Schmidtstraat de straat tussen de bibliotheek (ze schreef verhalen etc.) en het Conservatorium van Amsterdam (Oosterdokskade 151) (ze schreef ook liedteksten).
De straat tussen de Oosterdoksstraat en het Hella Haasseplein is circa 110 meter lang en 8 meter breed. Het werd in 2023 wel oneerbiedig omschreven als tochtgat (net als de andere straatjes hier), zonder dat er maar iets te beleven was. Een tegenstelling met de naamgeefster drong zich op. Anderen reageerden daarop dat er juist wel wat te beleven is. Bij bepaalde zonnestand en bepaalde uren komt op de straatklinkers een lijnenspel in het zicht. Bovendien is de zijgevel van het conservatorium, die oplicht wanneer de zon er op schijnt, een waar artistiek kunstwerk.
In het verlengde van de straat ligt naar een steiger in het Oosterdok de Annie M.G. Schmidtbrug.